# J. W. Merkelbach
Johannes Wilhelm Merkelbach (známý jako Wim; Amsterdam, 31. října 1871 – 8. prosince 1922) byl nizozemský fotograf a kameraman. Byl majitelem společnosti Merkelbach & Co, která na konci 19. století prodávala zařízení jako fotoaparáty, stereoskopy a laterny magicy.

## Životopis
Johannes Wilhelm Merkelbach založil společně se svým synem Jacobem Merkelbachem a se svým zetěm Machielem Hendricem Laddém první nizozemské filmové studio Eerst Nederlandsch Atelier tot het vervaardigen van Films voor de Bioscoop en Cinematograaf M.H. Laddé & J.W. Merkelbach. V roce 1896 režíroval první nizozemský fiktivní film Gestoorde hengelaar (Vyrušený rybář) a později režíroval film Solser en Hesse z roku 1900.
Jeho vnučka byla fotografka Mies Merkelbach.